# American Institute of Bisexuality
L’American Institute of Bisexuality, Inc. (abrégé en AIB) est une organisation américaine fondée en 1998 par le Dr Fritz Klein et destinée à encourager les recherches et la diffusion des connaissances sur la bisexualité. 

## Histoire
L'American Institute of Bisexuality a été fondé en 1998 par le Dr Fritz Klein, sexologue, psychiatre et militant LGBT.

## Statuts
L'American Institute of Bisexuality est une organisation à but non lucratif régie par l'article 501c (alinéa 3) du code fédéral des impôts américain.

## Types d'activités

### Financements
L'AIB soutient financièrement des publications et des projets de recherche universitaires portant sur la bisexualité.

### Publications
Depuis 2000, l'AIB publie sous forme papier et sur Internet un périodique trimestriel, le Journal of Bisexuality, qui rassemble des articles de recherche sur la bisexualité.
L'AIB maintient également un site d'information généraliste sur la bisexualité, BiMagazine.